# Gran Premi de Corea del 2012
El Gran Premi de Corea de Fórmula 1 de la temporada 2012 s'ha disputat al Circuit de Yeongam, del 12 al 14 d'octubre del 2012.

## Resultats de la qualificació
| Pos                                   | No | Pilot              | Constructor           | Part 1       | Part 2   | Part 3   | Sortida |
| ------------------------------------- | -- | ------------------ | --------------------- | ------------ | -------- | -------- | ------- |
| 1                                     | 2  | Mark Webber        | Red Bull-Renault      | 1:38.397     | 1:38.220 | 1:37.242 | 1       |
| 2                                     | 1  | Sebastian Vettel   | Red Bull-Renault      | 1:38.208     | 1:37.767 | 1:37.316 | 2       |
| 3                                     | 4  | Lewis Hamilton     | McLaren-Mercedes      | 1:39.180     | 1:38.000 | 1:37.469 | 3       |
| 4                                     | 5  | Fernando Alonso    | Ferrari               | 1:39.144     | 1:37.987 | 1:37.534 | 4       |
| 5                                     | 9  | Kimi Räikkönen     | Lotus F1 Team-Renault | 1:38.887     | 1:38.227 | 1:37.625 | 5       |
| 6                                     | 6  | Felipe Massa       | Ferrari               | 1:38.937     | 1:38.253 | 1:37.884 | 6       |
| 7                                     | 10 | Romain Grosjean    | Lotus F1 Team-Renault | 1:38.863     | 1:38.275 | 1:37.934 | 7       |
| 8                                     | 12 | Nico Hülkenberg    | Force India-Mercedes  | 1:38.981     | 1:38.428 | 1:38.266 | 8       |
| 9                                     | 8  | Nico Rosberg       | Mercedes GP           | 1:38.999     | 1:38.417 | 1:38.361 | 9       |
| 10                                    | 7  | Michael Schumacher | Mercedes GP           | 1:38.808     | 1:38.436 | 1:38.513 | 10      |
| 11                                    | 3  | Jenson Button      | McLaren-Mercedes      | 1:38.615     | 1:38.441 |          | 11      |
| 12                                    | 15 | Sergio Pérez       | Sauber-Ferrari        | 1:38.630     | 1:38.460 |          | 12      |
| 13                                    | 14 | Kamui Kobayashi    | Sauber-Ferrari        | 1:38.719     | 1:38.594 |          | 13      |
| 14                                    | 11 | Paul di Resta      | Force India-Mercedes  | 1:38.942     | 1:38.643 |          | 14      |
| 15                                    | 18 | Pastor Maldonado   | Williams-Renault      | 1:39.024     | 1:38.725 |          | 15      |
| 16                                    | 16 | Daniel Ricciardo   | Toro Rosso-Ferrari    | 1:38.784     | 1:39.084 |          | 211     |
| 17                                    | 17 | Jean-Éric Vergne   | Toro Rosso-Ferrari    | 1:38.774     | 1:39.340 |          | 16      |
| 18                                    | 19 | Bruno Senna        | Williams-Renault      | 1:39.443     |          |          | 17      |
| 19                                    | 21 | Vitali Petrov      | Caterham-Renault      | 1:40.207     |          |          | 18      |
| 20                                    | 20 | Heikki Kovalainen  | Caterham-Renault      | 1:40.333     |          |          | 19      |
| 21                                    | 25 | Charles Pic        | Marussia-Cosworth     | 1:41.317     |          |          | 242     |
| 22                                    | 24 | Timo Glock         | Marussia-Cosworth     | 1:41.371     |          |          | 20      |
| 23                                    | 22 | Pedro de la Rosa   | HRT-Cosworth          | 1:42.881     |          |          | 22      |
| Temps per la regla del 107%: 1:45.082 |    |                    |                       |              |          |          |         |
| —                                     | 23 | Narain Karthikeyan | HRT-Cosworth          | Sense temps3 |          |          | 23      |
| Font:                                 |    |                    |                       |              |          |          |         |

Notes:
- ^1  — Daniel Ricciardo ha estat penalitzat amb 5 posicions a la graella de sortida per haver substituït la caixa de canvi[2]
- ^2  — Charles Pic ha estat penalitzat amb 5 posicions a la graella de sortida per haver superat el nombre de motors permesos en una temporada.
- ^3  — Narain Karthikeyan no ha fet cap temps vàlid a la qualificació per un trencament en el seu monoplaça. Ha estat readmes a la cursa per criteri dels comissaris de cursa.

## Resultats de la Cursa
| Pos   | No | Pilot              | Constructor           | Voltes | Temps / Retirada | Pos.Sortida | Punts |
| ----- | -- | ------------------ | --------------------- | ------ | ---------------- | ----------- | ----- |
| 1     | 1  | Sebastian Vettel   | Red Bull-Renault      | 55     | 1h 36' 28. 651   | 2           | 25    |
| 2     | 2  | Mark Webber        | Red Bull-Renault      | 55     | + 8.231 s        | 1           | 18    |
| 3     | 5  | Fernando Alonso    | Ferrari               | 55     | + 13.944 s       | 4           | 15    |
| 4     | 6  | Felipe Massa       | Ferrari               | 55     | + 20.168 s       | 6           | 12    |
| 5     | 9  | Kimi Räikkönen     | Lotus F1 Team-Renault | 55     | + 36.739 s       | 5           | 10    |
| 6     | 12 | Nico Hülkenberg    | Force India-Mercedes  | 55     | + 45.301 s       | 8           | 8     |
| 7     | 10 | Romain Grosjean    | Lotus F1 Team-Renault | 55     | + 54.812 s       | 7           | 6     |
| 8     | 17 | Jean-Éric Vergne   | Toro Rosso-Ferrari    | 55     | + 1' 09.589 min. | 16          | 4     |
| 9     | 16 | Daniel Ricciardo   | Toro Rosso-Ferrari    | 55     | + 1' 11.787 min. | 21          | 2     |
| 10    | 4  | Lewis Hamilton     | McLaren-Mercedes      | 55     | + 1' 19.692 min. | 3           | 1     |
| 11    | 15 | Sergio Pérez       | Sauber-Ferrari        | 55     | + 1' 20.062 min. | 12          |       |
| 12    | 11 | Paul di Resta      | Force India-Mercedes  | 55     | + 1' 24.448 min. | 14          |       |
| 13    | 7  | Michael Schumacher | Mercedes GP           | 55     | + 1' 29.241 min. | 10          |       |
| 14    | 18 | Pastor Maldonado   | Williams-Renault      | 55     | + 1' 34.924 min. | 15          |       |
| 15    | 19 | Bruno Senna        | Williams-Renault      | 55     | + 1' 36.902 min. | 17          |       |
| 16    | 21 | Vitali Petrov      | Caterham-Renault      | 54     | + 1 Volta        | 18          |       |
| 17    | 20 | Heikki Kovalainen  | Caterham-Renault      | 54     | + 1 Volta        | 19          |       |
| 18    | 24 | Timo Glock         | Marussia-Cosworth     | 54     | + 1 Volta        | 20          |       |
| 19    | 25 | Charles Pic        | Marussia-Cosworth     | 53     | + 2 Voltes       | 24          |       |
| 20    | 23 | Narain Karthikeyan | HRT-Cosworth          | 53     | + 2 Voltes       | 23          |       |
| Ret   | 22 | Pedro de la Rosa   | HRT-Cosworth          | 16     | Accelerador      | 22          |       |
| Ret   | 14 | Kamui Kobayashi    | Sauber-Ferrari        | 16     | Col·lisió        | 13          |       |
| Ret   | 8  | Nico Rosberg       | Mercedes GP           | 1      | Col·lisió        | 9           |       |
| Ret   | 3  | Jenson Button      | McLaren-Mercedes      | 0      | Col·lisió        | 11          |       |
| Font: |    |                    |                       |        |                  |             |       |

## Classificació del mundial després de la cursa
| Pos | Pilot            | Punts |
| --- | ---------------- | ----- |
| 1   | Sebastian Vettel | 215   |
| 2   | Fernando Alonso  | 209   |
| 3   | Kimi Räikkönen   | 167   |
| 4   | Lewis Hamilton   | 153   |
| 5   | Mark Webber      | 152   |

| Pos | Constructor           | Punts |
| --- | --------------------- | ----- |
| 1   | Red Bull-Renault      | 367   |
| 2   | Ferrari               | 290   |
| 3   | McLaren-Mercedes      | 284   |
| 4   | Lotus F1 Team-Renault | 255   |
| 5   | Mercedes GP           | 136   |

- Nota: Nomes s'inclouen els 5 primers de cada classificació. Per veure-la completa aneu a Temporada 2012 de Fórmula 1

## Altres
- Pole: Mark Webber 	1' 37. 242

- Volta ràpida: Mark Webber 1' 42. 037 (a la volta 54)